# Arnold Mindell
Arnold Mindell (ur. 1940, zm. 10 czerwca 2024) – amerykański psychoterapeuta, psycholog, twórca nowej orientacji psychologicznej i terapeutycznej zwaną psychologią zorientowaną na proces (popularny skrót POP od. ang. Process Oriented Psychology). 
Od wielu lat związany z popularnym w kręgach nowych trendów terapeutycznych spod znaku New Age, ośrodkiem Esalen w kalifornijskim Big Sur. Wraz ze swą życiową partnerką Amy Mindell rozwija idee POP-u budowane w szerokim spektrum odniesień teoretycznych; od fizyki współczesnej, przez psychologię analityczną C.G. Junga, czy twórczość Carlosa Castanedy po inspiracje czerpane z kosmologii, mitologii, antropologii i praktyki wielu systemów religijnych (szamanizm, buddyzm, taoizm, religie Aborygenów australijskich).

## Książki Arnolda Mindella - tłumaczenia na język polski
- Śniące ciało. Rola ciała w odkrywaniu jaźni. Opole. "Rebirthing" ISBN 83-85494-10-3
- O pracy ze śniącym ciałem: praktyka psychologii zorientowanej na proces. Warszawa: "Pusty Obłok", 1991.
- Śniące ciało w związkach. Warszawa: Jacek Santorski & CO Agencja Wydawnicza, 1992.
- Śpiączka: Klucz do przebudzenia. Warszawa. Nuit Magique 1994
- Lider mistrzem sztuk walki: wstęp do głębokiej demokracji. Warszawa: "Medium", cop. 1995.
- Praca nad samym sobą. Warszawa. Nuit Magique 1995
- Metaumiejęności: O sztuce terapii Warszawa. Nuit Magique 1996
- Tyłem do przodu: praca z procesem w teorii i praktyce. Kraków: "A", 1998.
- Siedząc w ogniu : Wykorzystanie konfliktów i różnic między ludźmi dla transformacji dużych grup. Warszawa. Nuit Magique 1998
- Cienie miasta : interwencje psychologiczne w psychiatrii. Wydawnictwo EJB. 2000. ISBN 83-88519-02-6
- Psychologia i szamanizm. Katowice: "Kos", cop. 2002.
- Śnienie na jawie : metody całodobowego świadomego śnienia. Katowice: "Kos", 2004.
- Tyłem do przodu : praca z procesem w teorii i praktyce. Warszawa: Psychologia i Świat. Oficyna Wydawnicza PTPZnP, 2005.
- O istocie snów: psychologiczna i duchowa interpretacja snów. Katowice: Wydawnictwo Kos, 2007.
- Siła ciszy: metody całodobowego świadomego śnienia. Katowice: Wydawnictwo Kos, 2007.
- Psychologia i szamanizm. Katowice: "Kos"
- Otwarte Forum : praktyka głębokiej demokracji : jak zapobiegać konfliktom i rozwiązywac je w rodzinie, miejscu pracy i na świecie. Warszawa: DDX - Deep Democracy Exchanger, 2013.

## Książki Arnolda Mindella w języku angielskim
- (1972) Synchronicity an investigation of the unitary background patterning synchronous phenomena (a psychoid approach to the unconscious)[4]
- (1977) The psychoid character of transference[5]
- (1980) Upon these doorposts: How children grow in faith ; Leader's guide[6]
- (1982) Dreambody, the body’s role in revealing the self. Santa Monica, CA: Sigo Press. ISBN 0-938434-05-5
- (1985) River’s way: the process science of the dreambody: information and channels in dream and bodywork, psychology and physics, Taoism and alchemy. London: Routledge & Kegan Paul. ISBN 0-7102-0631-3
- (1985) Working with the dreaming body. London: Routledge & Kegan Paul. ISBN 0-7102-0465-5
- (1987) The dreambody in relationships. London: Routledge & Kegan Paul. ISBN 0-7102-1072-8
- (1988) City shadows: psychological interventions in psychiatry. London: Routledge. ISBN 0-415-00193-5
- (1988) Theory & practice in transpersonal conflict resolution. The transpersonal vision[7]
- (1989) Coma: key to awakening. Boston: Shambhala. ISBN 0-87773-486-0
- (1989) The year 1: global process work. New York: Arkana. ISBN 0-14-019210-7
- (1990) Working on yourself alone: inner dreambody work. New York, NY.: Arkana. ISBN 0-01-409201-8
- (1991) The personal and global dreambody[8]
- (1991) Your body speaks its dream[9]
- (1992) The leader as martial artist: an introduction to deep democracy. San Francisco, CA: Harper. ISBN 0-06-250614-5
- (1993) The shaman’s body: a new shamanism for transforming health, relationships, and community. San Francisco, CA: Harper. ISBN 0-06-250655-2
- (1995) Sitting in the fire: large group transformation using conflict and diversity. Portland, OR: Lao Tse Press. ISBN 1-887078-00-2
- (2000) Dreaming while awake: techniques for 24-hour lucid dreaming. Charlottesville, VA.: Hampton Roads. ISBN 1-57174-187-9
- (2000) Quantum mind: the edge between physics and psychology. Portland, OR: Lao Tse Press. ISBN 1-887078-64-9
- (2001) The dreammaker’s apprentice: using heightened states of consciousness to interpret dreams. Charlottesville, VA: Hampton Roads. ISBN 1-57174-229-8
- (2002) Riding the horse backwards: process work in theory and practice. New York, NY.: Arkana. ISBN 0-14-019320-0
- (2002) The deep democracy of open forums: practical steps to conflict prevention and resolution for the family, workplace, and world. Charlottesville, VA: Hampton Roads. ISBN 1-57174-230-1
- (2004) The quantum mind and healing: how to listen and respond to your body’s symptoms. Charlottesville, VA: Hampton Roads. ISBN 1-57174-395-2
- (2007) Earth-Based Psychology: Path Awareness from the Teachings of Don Juan, Richard Feynman, and Lao Tse. Portland, Or: Lao Tse Press. ISBN 1-887078-75-4
- (2010)  ProcessMind: A User’s guide to Connecting with the Mind of God.  Wheaton, IL: Quest Books